# Tell Me I'm Pretty
Albums de Cage the Elephant
Melophobia
(2013) Unpeeled
(2017)
Tell Me I'm Pretty est le quatrième album studio du groupe américain de rock Cage the Elephant sorti le 18 décembre 2015.
Il est produit par Dan Auerbach, guitariste et chanteur du groupe The Black Keys.
Tell Me I'm Pretty remporte le Grammy Award du meilleur album rock lors de la 59e cérémonie des Grammy Awards en février 2017

## Liste des chansons
Toutes les chansons sont écrites et composées par Cage the Elephant.
| No  | Titre                   | Durée |
| --- | ----------------------- | ----- |
| 1.  | Cry Baby                | 4:07  |
| 2.  | Mess Around             | 2:53  |
| 3.  | Sweetie Little Jean     | 3:44  |
| 4.  | Too Late to Say Goodbye | 4:12  |
| 5.  | Cold Cold Cold          | 3:34  |
| 6.  | Trouble                 | 3:45  |
| 7.  | How Are You True        | 4:40  |
| 8.  | That's Right            | 3:52  |
| 9.  | Punchin' Bag            | 3:47  |
| 10. | Portuguese Knife Fight  | 3:37  |

## Musiciens
Cage the Elephant
- Matt Shultz : chant, guitare acoustique
- Brad Shultz : guitare rythmique
- Daniel Tichenor : basse
- Jared Champion : batterie

Musiciens additionnels
- Dan Auerbach : guitare rythmique, claviers, chœurs
- Nick Bockrath : guitare principale, chœurs
- Matthan Minster : claviers, chœurs, percussions

## Classements hebdomadaires
| Classement (2015-2016)         | Meilleure place |
| ------------------------------ | --------------- |
| Canada (Canadian Albums Chart) | 30              |
| États-Unis (Billboard 200)     | 26              |
| États-Unis (Top Rock Albums)   | 3               |